# Rodolfo I de Stade
Rodolfo I (m. 7 de diciembre de 1124), margrave de la Marca del Norte y conde de Stade, hijo de Lotario Udo II de la Marca del Norte, y Oda de Werl, hija de Germán III, conde de Werl, y Riquilda de Suabia. Rodolfo era el hermano de sus predecesores Enrique I el Largo y Lotario Udo III.
En 1106 Rodolfo se convirtió en margrave de la Marca del Norte y conde de Stade después de la muerte de su hermano Lotario Udo III, como regente y guardián del hijo de Lotario, Enrique II. El condado de Stade estaba efectivamente administrado por Federico, mientras Enrique II aún era menor de edad.
En 1112, Rodolfo se alió con Lotario de Suplimburgo, entonces duque de Sajonia (más tarde emperador del Sacro Imperio) frente al emperador Enrique V, y como resultado fue depuesto de su cargo. Fue reemplazado como margrave por Helperich de Plötzkau hasta 1114 cuando su sobrino Enrique alcanzó la mayoría de edad.
Rodolfo se casó con Ricardis (o Ricgarda), hija de Germán de Sponheim, burgrave de Magdeburgo, y nieta del conde Sigfrido I de Sponheim. Rodolfo y Ricardis tuvieron cinco hijos:
- Udo IV de la Marca del Norte y conde de Stade (como Udo V)
- Rodolfo II, margrave de la Marca del Norte y conde de Stade
- Hartwig, conde de Stade y arzobispo de Bremen
- Lutgarda de Salzwedel, se casó con el conde Federico II de Sommerschenburg, Germán II de Winzenburg, y Erico III, rey de Dinamarca
- Ricardis de Stade, abadesa de Bassum y confidente íntima de Hildegarda de Bingen.

Rodolfo fue depuesto como margrave en 1112 y reemplazado por Helperich hasta que su sobrino Enrique alcanzó la madurez. A su muerte, a Rodolfo le sucedió  Federico como conde de Stade, que no formaba parte de la casa de los udónidas, aunque no están claras las fechas de la transición.